# Parectecephala gundlachi
Parectecephala gundlachi är en tvåvingeart som först beskrevs av Friedrich Hermann Loew 1872.  Parectecephala gundlachi ingår i släktet Parectecephala och familjen fritflugor.
Artens utbredningsområde är Kuba. Inga underarter finns listade i Catalogue of Life.